# Bep Nooy

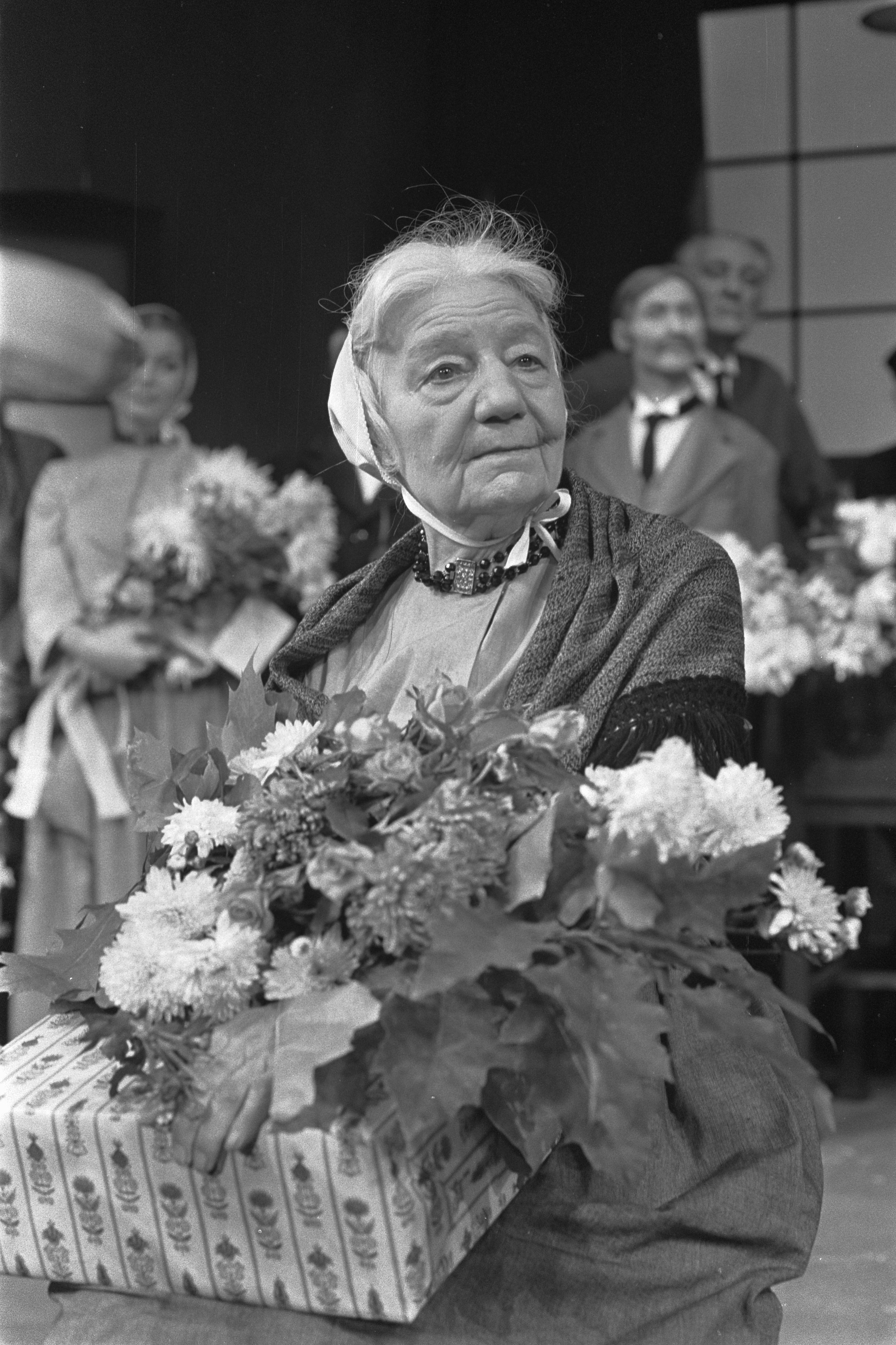
Bep Nooy

Elisabeth Bep Nooy-Blaaser bekannt als Bep Nooy (* 2. Mai 1893 in Amsterdam; † 16. August 1976 in Zeist) war eine niederländische Schauspielerin.

## Leben
Elisabeth Blaaser wurde am 2. Mai 1893 in Amsterdam geboren. Sie war die Tochter des Bühnenschauspielers Jan Dirk Blaaser (1848–1919) und Maria Magdalena Mijnans (1864–1930). Sie war das fünfte Kind des Paares und ihr Vater arbeitete als Schauspieler für zahlreiche reisende Theaterkompanien. Zum Zeitpunkt ihrer Geburt, war er einer der Direktoren des Salon des Variétés in Amsterdam. Auch ihre vier Geschwister traten als Schauspieler auf. Elisabeth Blaaser hatte eigentlich geplant, Lehrerin zu werden, doch im Alter von sechzehn Jahren stand sie zum ersten Mal in einer Inszenierung ihres Vaters auf der Bühne, da er sonst niemanden für die Rolle des Dienstmädchens hatte.
Ihr Debüt hatte Elisabeth Blaasers 1913. Da spielte sie die Clara Hoffman in „De voddenraper van Parijs“ mit Benjamin Delmonte als Partner. Anschließend spielte sie mehrere Jahre bei verschiedenen Wanderkompanien. Sie reiste zu Messen im ganzen Land und musste viele Rollen schnell erlernen. „Es war eine hervorragende Lernerfahrung“, sagte sie später, es könne passieren, dass man in einer Woche „fünf oder sechs verschiedene Stücke spielen musste, von denen man nur den Titel gehört hatte“. Auf eine dieser Messen lernte sie den verheirateten Schauspieler Jan Nooy (auch Nooij) kennen. Kurz nach seiner Scheidung heirateten sie am 13. Juni 1918 in Amsterdam. Sie wurde Stammschauspielerin in der Jan Nooy Companie als Bep (oder Beppie) Nooy. Anfang 1919 wurde ihre Tochter Beppie Nooy geboren. Später wurde Bep Nooy auch als „Beppie Nooy Sr.“ bezeichnet, um sie von ihrer Tochter zu unterscheiden. Eigentlich wollte sie nach der Geburt ihrer Tochter vorerst mit der Schauspielerei aufhören, doch Herman Bouber überredete sie noch im selben Jahr, Doortje in seinem Stück „De Jantjes“ zu spielen.
Ihr ihr 12½-jähriges Theaterjubiläum feierte sie vermutlich in der Theatersaison 1922/23 im Amsterdamer Rozentheater. Sie trat in diesem Jahr auch in zwei Stummfilmen der Varietékünstlerin und Regisseurin Adriënne Solser auf, „Bet, de queen van de Jordaan“ (1924), ebenfalls mit Jan Nooy, und „Bet zit in de penarie“ (1926/27). Auch bei anderen Theatergruppen trat sie weiterhin auf. Mit der Jan Nooy Companie trat sie auch während des Zweiten Weltkriegs auf. Jedoch wurden die Auftritte seltener. 
1941 stand beispielsweise „Tijs Wijs“ auf dem Repertoire, Jan Nooys Bühnenadaption für Kinder des gleichnamigen Comicstrips von Willy Smit. 1943/44 spielte sie mit der Ben ter Hall Company in der Kinderrevue Rob und Bob im Märchenland. Bei der Kultuurkamer sollten sich Bep und Jann Nooy nicht registriert haben. Nach dem Krieg führte das Unternehmen unter anderem das antimilitaristische Theaterstück „Das Licht in der Nacht“ (1917) des sozialdemokratischen Dramatikers Inte Onsman auf. Für das eigentliche Repertoire eher ungewöhnlich waren 1949 die Aufführungen von Arthur Millers Tod eines Handlungsreisenden.
Nachdem Jan Nooy im Jahr 1953 einen Schlaganfall erlitten hatte, übernahm Bep Nooy die Leitung der Companie. Dies lag ihr jedoch nicht und so übernahm 1955 ihre Tochter Beppie Nooy diese. Bep Nooy trat weiterhin auf, nun unter der Leitung ihrer Tochter, die die Companie in „Het Amsterdams Volkstoneel“ umbenannte. Jan Nooy starb 1962 und im folgenden Jahr feierte die inzwischen 70-jährige Bep Nooy ihr fünfzigjähriges Jubiläum im Centraal Theater in Amsterdam mit ihrer Rolle als Tante Aal in „Oranje Hein“, einem Stück von Bouber mit Liedern von Louis Davids und Margie Morris. Das Jubiläum blieb in der Presse nahezu unbeachtet.
Für ihre Rolle als Na Druppel in „De Jantjes“ wurde Bep Nooy 1970 mit dem Albert-van-Dalsum-Preis des Amsterdamer Fonds für die Künste im Carré-Theater ausgezeichnet. Ihr Schauspielstil wurde von der Jury dabei als „bescheiden, aber cool, gelebt und einnehmend“ beschrieben und sich selbst als eine Schauspielerin, „die ihr Leben lang allgemein weder anerkannt noch offiziell geschützt wurde, die aber die populäre Bühne mit […] vorbildlicher Hingabe bediente.“ Nooy betrachtete den Preis als „eine Anerkennung des Volkstheaters“. Damit hatte sie Recht, Rezensenten, die ihr und dem Volkstheater jahrzehntelang wenig oder gar keine Beachtung geschenkt hatten, fehlten nun die Worte. Der Volkskrant lobte sie als die „Königin des Volkstheaters“. Aus allen Zeitungsartikeln zu der Zeit spricht Bewunderung und Staunen über ihre Leistung, ihr Schauspiel, ihren Tanz und den Gesang.

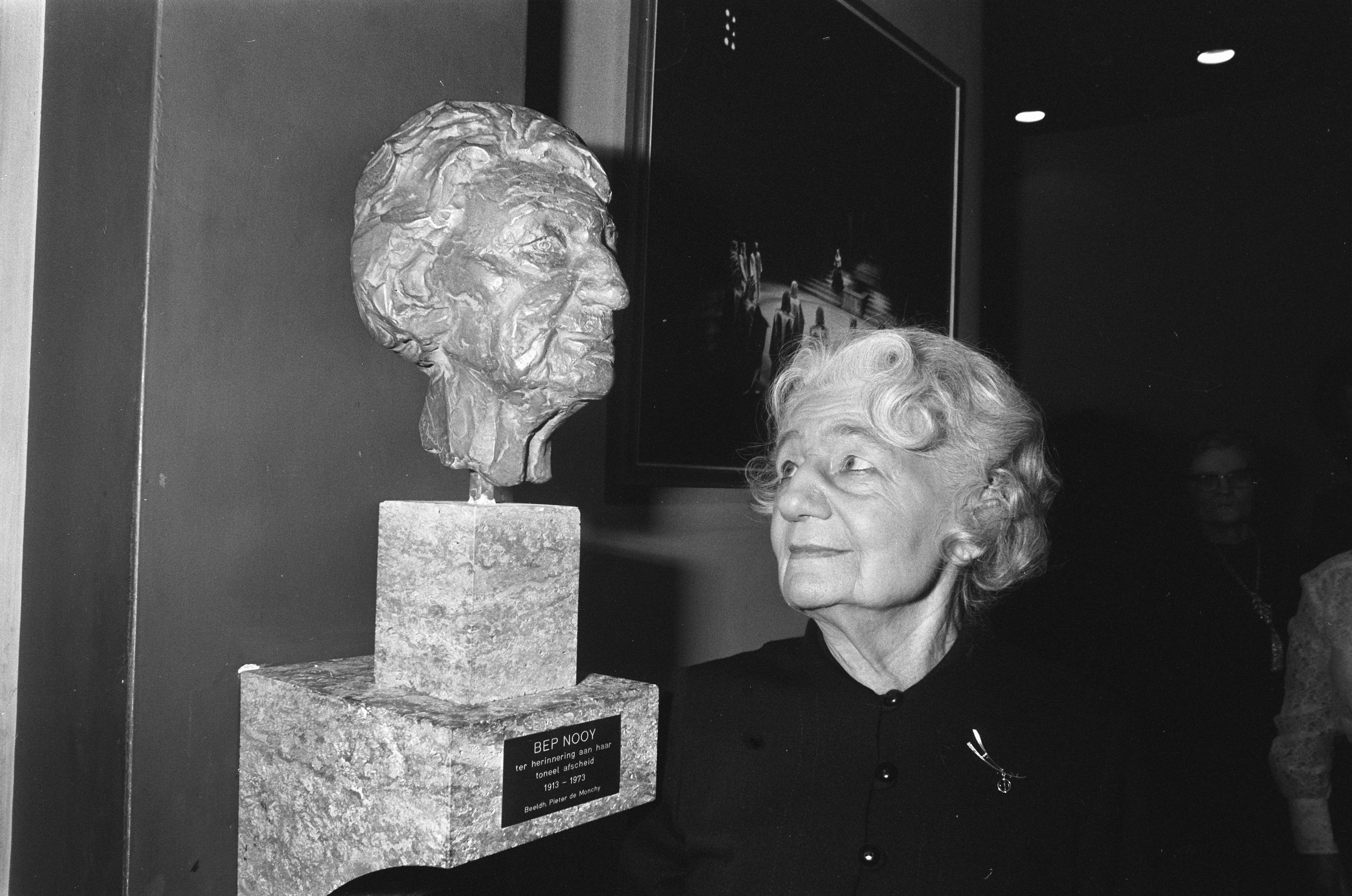
Bep Nooy, mit Skulptur von Pieter de Monchy, 1973

Nach einem Sturz im Jahr 1971 musste Bep Nooy einige Zeit kürzertreten, aber ein Jahr später bei ihrem 60. Bühnenjubiläum stand sie, inzwischen fast 80 Jahre alt, wieder auf der Bühne der Stadsschouwburg Amsterdam. Unter der Leitung ihrer Tochter spielte sie die Kniertje in „Op Hoop van Blessing“, die Rolle, mit der sie seit 1961 für ausverkaufte Häuser sorgte. Zu den Co-Stars gehörten Andrea Domburg, Nelly Frijda und Hanny Vree. Sie erhielt von Han Lammers, dem damaligen Stadtrat für Kunstangelegenheiten von Amsterdam, eine goldene Verdienstmedaille. Es war auch der Beginn ihrer Abschiedstournee. Der Abschied fiel ihr schwer. 1873 wurde im Saal des Carré-Theaters ein „skulpturales Porträt“ von Pieter de Monchy enthüllt.
Sie zog sich nach ihrem Abschied von der Bühne in ein Pflegeheim in Zeist zurück. Im April 1976 wurde sie zum Ritter des Ordens von Oranien-Nassau ernannt. Knapp vier Monate später starb sie am 16. August 1976. Bep Nooy wurde in einer „Chapelle ardente“ im Carré-Theater aufgebahrt, wo das Publikum Abschied von ihr nehmen konnte, und am 20. August wurde sie in Zorgvlied beigesetzt. Als Hommage an sie strahlte VARA die Fernsehaufzeichnung einer Aufführung von Op Hoop van Blessing aus den 1960er Jahren aus. Bep Nooy trat dort in ihrer Paraderolle Kniertje auf.